# Julie Elsbeth von Paul
Julie Elsbeth von Paul, geborene Julie Elsbeth von Drawetzky (* 11. November 1864 in Kimahlen, Kreis Goldingen, Russland; † 22. Mai 1945 in Niederpoyritz bei Dresden) war eine deutsche Malerin.

## Leben
Julie Elsbeth von Paul besuchte in Dresden die Malschule von Johannes Walter-Kurau und studierte bei Georg (Oskar) Erler. Sie war Mitglied der Gruppe Dresdner Künstlerinnen, Ortsverband Dresdner Künstlerinnen, des 1908 neu gegründeten Bundes deutscher und österreichischer Künstlerinnenvereine. Sie war auch Mitglied der Dresdner Kunstgenossenschaft, des Vereins Berliner Künstler und des Reichsverbandes bildender Künstler Deutschlands. Sie arbeitete zeitweise in Riga.

## Werk
Julie Elsbeth von Paul betätigte sich als Porträt- und Landschaftsmalerin.

## Ausstellungen (Auswahl)
- 1911: Internationale Kunstausstellung der Münchener Secession[3]
- 1913: Juryfreie Kunstschau. 4. Ausstellung in Berlin[3]